# Departamentul Boaco
Departamentul Boaco este una dintre cele 17  unități administrativ-teritoriale de gradul I (departamente, departamentos) ale statului Nicaragua. Are o populație de 150.636 locuitori (2005). Reședința sa este orașul Boaco.